# Alseodaphne medogensis
Alseodaphne medogensis là loài thực vật có hoa trong họ Nguyệt quế. Loài này được H.P.Tsui miêu tả khoa học đầu tiên năm 1994.